# Ebirah – potwór z głębin
Ebirah – potwór z głębin (jap. ゴジラ・エビラ・モスラ:　南海の大決闘 Gojira, Ebira, Mosura: Nankai no Daikettō) – japoński film typu kaijū z 1966 roku w reżyserii Juna Fukudy. Siódmy film z serii o Godzilli.

## Fabuła
Młody chłopak ze wsi – Ryōta wraz z matką wciąż wierzy, że jego starszy brat Yata, zaginiony na morzu, wciąż żyje. Będąc w mieście natrafia w lokalnej telewizji na informację w konkursie tanecznym, w którym do wygrania jest luksusowa łódź. Okazuje się, że termin zapisów minął, ale zaprzyjaźnia się z Ichino i Niitą, którzy odpadli z konkursu. Nocą razem decydują się obejrzeć łodzie w porcie. Wchodzą bez pozwolenia na luksusowy jacht należący do niejakiego Yoshimury. Niezbyt sympatyczny mężczyzna zezwala chłopakom jednak przenocować.
Rankiem okazuje się, że Ryōta w desperacji postanawia wyruszyć w morze, ku wściekłości Yoshimury. Na domiar złego Ichino i Niita odkrywają, że Yoshimura to poszukiwany złodziej, który ukradł 4 miliony jenów w gotówce, a jacht nie należy do niego i służył mu jako tymczasowa kryjówka. Yoshimura niechętnie musi współpracować z chłopakami. Nagle nadciąga się sztorm. Z wody wyłania gigantyczny szczypiec, który rozbija jacht w drobny mak.
Ryōta, Yoshimura, Ichino i Niita lądują na bezludnej wyspie. Wyspa okazuje się tajną bazą organizacji terrorystycznej o nazwie Czerwony Bambus (jap. 赤イ竹 Akai Take), pod dowództwem komandora o nieznanym nazwisku i jego prawej ręki, kapitana Ryū. Terroryści porywają mieszkańców wyspy Infant i zmuszają ich do niewolniczej pracy na wyspie zwanej Letchi. Nie mogą uciec z wyspy, gdyż u jej wybrzeży grasuje olbrzymi homar Ebirah, który pożera każdego uciekiniera.
Z nowej partii zakładników ucieka dziewczyna o imieniu Dayo, która nawiązuje porozumienie z rozbitkami. Dziewczyna potwierdza, że Yata żyje i jest rozbitkiem na wyspie Infant. Mówi im także, że jej mieszkańcy modlą się o wybudzenie się Mothry, by ocaliła ich z rąk terrorystów. Wkrótce bohaterowie odkrywają, że w jednej z grot wyspy śpi Godzilla. Postanawiają zrobić przeszpiegi w kwaterze głównej Czerwonego Bambusa i odkrywają, że terroryści tworzą w sekrecie broń atomową. Zauważa ich oddział kapitana Ryū, w wyniku pościgu Ryōta zaplątuje się w odlatujący balon meteorologiczny, a Niita zostaje pojmany przez straże i wysłany do niewolniczej pracy. Niita dowiaduje się od niewolników, że są zmuszani do tworzenia z żółtych owoców cieczy odstraszającej Ebiraha. Ciecz jest wykorzystana przed Czerwony Bambus jako ochrona ich statków przed homarem. Niita sugeruje, by sfałszować ciecz.
Ryōta ląduje na wyspie Infant i jednoczy się z Yatą. Bracia za radą Shobijin wracają na wyspę Letchi z gigantyczną siecią. Tymczasem Ichino wpada na pomysł na obudzenie Godzilli, by zająć czymś szukających ich terrorystów. Yoshimura jest temu przeciwny ze względu destrukcyjny charakter potwora, jednak Ichino jest zdania, że Godzilla jest mniejszym złem, a terroryści nie wiedzą o jego pobycie. Wkrótce Godzilla zostaje zbudzony i ściera się z Ebirahem.
Następnego dnia Ryōta i Yata jednoczą się z Yoshimurą, Ichino i Dayo i obmyślają plan odbicia zakładników. Są zauważeni przez kapitana Ryū i mają zostać pojmani, gdy ten zauważa Godzillę i ze swymi ludźmi ucieka w popłochu. Dayo przykuwa uwagę Godzilli, jednak ten zostaje zaatakowany przez wielkiego kondora, a następnie myśliwce Czerwonego Bambusa. Godzilla w szale atakuje kwaterę główną terrorystów, którzy uruchamiają maszynę mającą zniszczyć wyspę Letchi i ewakuują się z niej, zostawiając uwięzionych niewolników i Niitę na pastwę losu. Uciekający statkiem Czerwony Bambus przekonany, że Ebirah zostanie przepędzony, nieświadomie stosuje sfałszowaną ciecz. Ebirah zabija na miejscu terrorystów. Godzilla stacza drugą walkę z Ebirahem, w wyniku której okalecza przeciwnika.
Niita i niewolnicy w ostatniej chwili zostają uwolnieni przez Yatę i Yoshimurę. Wszyscy niewolnicy i rozbitkowie przygotowują sieć, w której maja zostać zabrani przez zbudzoną Mothrę. Godzilla chce zmierzyć się z Mothrą, jednak ta odpycha podmuchem ze skrzydeł i odlatuje z siecią z rozwalającej się wyspy Letchi. Bohaterowie wiedząc, że Godzilla pomógł im uciec z rąk Czerwonego Bambusa, chcą, by w porę opuścił wyspę. W ostatniej Godzilla zeskakuje do wody z klifu. Wyspa Letchi zostaje zniszczona na zawsze. Po chwili okazuje się, że Godzilla jest cały i zdrowy, co raduje bohaterów.

## Obsada
- Tōru Watanabe – Ryōta
- Akira Takarada – Yoshimura
- Kumi Mizuno – Dayo
- Chōtarō Tōgin – Ichino
- Hideo Sunazuka – Niita
- Tōru Ibuki – Yata
- Jun Tazaki – komandor Czerwonego Bambusa
- Akihiko Hirata – kpt. Ryū
- Hideyo Amamoto – dowódca statku Czerwonego Bambusa
- Ikio Sawamura – stary niewolnik
- Hisaya Itō – naukowiec Czerwonego Bambusa
- Yuko Okada – Shobijin #1
- Yoko Okada – Shobijin #2
- Kazuo Suzuki – uciekający niewolnik #1
- Shoichi Hirose – uciekający niewolnik #2
- Chieko Nakakita – matka Ryōty i Yaty
- Noriko Honma – wróżbitka
- Haruo Nakajima –
  - Godzilla,
  - mieszkaniec wyspy Infant
- Hiroshi Sekita – Ebirah

## Ōkondoru
Gigantyczny kondor (jap. 大コンドル Ōkondoru) / Gigantyczny orzeł (jap. 大ワシ Ōwashi) – fikcyjny olbrzymi potwór (kaijū), występujący w japońskich filmach fantastycznonaukowych wytwórni Tōhō.
Jest gigantycznym ptakiem drapieżnym żyjącym na wyspie Letchi. Jego pochodzenie nie jest znane w filmie. Jednak według Tomoyukiego Tanaki  był to rodzimy gatunek awifauny wyspy Letchi, który zmutował się przez promieniowanie radioaktywne emitowane przez obiekt produkcji nuklearnej organizacji terrorystycznej Czerwony Bambus (jap. 赤イ竹 Akai Take). Nie wiadomo również, czy gigantyczny kondor został użyty jak Ebirah jako obrona przez Czerwony Bambus, czy po prostu zaatakował Godzillę z własnej woli.
W filmie Ebirah – potwór z głębin kondor niespodziewanie zaatakował Godzillę, który się zauroczył Dayo uciekając przed terrorystami. Po kilkukrotnych atakach dziobowymi został przez Godzillę strącony do wody, a następnie spalony jego termonuklearnym promieniem.
Ōkondoru powrócił w Rewanżu Godzilli jako gigantyczny orzeł jeden z mieszkańców Wyspy Potworów w fantazjach chłopca o imieniu Ichirō. W jednej z takich fantazji, orzeł zaatakował wędrującego przez nią Ichirō, a następnie został zabity w walce z Godzillą. Scena z nim została stworzona jako fragment wykorzystany z Ebirah – potwór z głębin.
Ōkondoru pojawił się w książce Gojira Purojekuto Mekagojira stanowiącą prequel do Godzilla: Planeta potworów, jako mieszkaniec Afryki Północnej, gdzie polował na żołnierzy biorących udział w operacji Long March.
Ōkondoru został opracowany jako sprite dla gry komputerowej Godzilla Defense Force, jednak w samej grze się nie pojawił.
W 1999 roku firma Marmit wydała w linii Vinyl Paradise zabawki Ōkondoru w dwóch wariantach kolorystycznych.

## Tło powstania filmu

### Scenariusz
Tōhō mając plany stworzenia filmu z King Kongiem, póki ich licencja nie wygasła, zleciła Shinichiemu Sekizawie stworzenie scenariusza. Sekizawa, który pisał scenariusze do Ultramana, był zdania że kończą mu się pomysły na produkcje z potworami i próbował wymusić bezskutecznie od zarządu Tōhō nowego scenarzystę. Ówczesny przewodniczący Tōhō – Susumu Goto chciał, by nowy kaijū opierał się krewetce, gdyż wg niego kolejny dwunożny humanoid nie był interesujący.
Film miał nazywać się Sōsa Robinson Kurūsō: Kingu Kongu tai Ebira (jap. 操作ロビンソン·クルーソー：キングコング対エビラ; pol. Operacja Robinson Crusoe: King Kong kontra Ebirah). Jednak RKO General, będące właścicielem praw autorskich do King Konga, miało obiekcje do scenariusza zaproponowanego przez Tōhō i optowało za scenariuszem amerykańskiego studia Rankin/Bass, w wyniku czego powstała Ucieczka King Konga w koprodukcji z Rankin/Bass. Jako że już wykonano kostiumy i makiety do Sōsa Robinson Kurūsō: Kingu Kongu tai Ebira uznano, by zastąpić King Konga Godzillą. W filmie odczuwa się pierwotną koncepcję, kiedy Godzilla zauracza się Dayo, zostaje zbudzony za pomocą wyładowań elektrycznych, a jego styl walki i przeciwnicy pasują bardziej do filmów z King Kongiem.
W międzyczasie został anulowany film Nankai no Daikettō (jap. ゴジラ・エビラ・モスラ:　南海の大決闘; pol. Wielki pojedynek na południowych morzach), kontynuacja filmu inspirowanego serią filmową o Jamesie Bondzie filmu Hyappatsu hyakuchu. Część pomysłów z Nankai no Daikettō inkorporowano do Ebiraha – potwora z głębin, zaś jego tytuł wykorzystano jako podtytuł japońskiego tytułu filmu z Godzillą.

### Produkcja
Film ten był drugim z serii, który miał obniżony budżet w stosunku do poprzedników, jako że priorytetem była produkcja Pojedynku potworów. Wynikało też z tego tracenia wpływów z kina na rzecz telewizji w Japonii. Był to także pierwszy film o Godzilli, gdzie reżyserem był kto inny niż Ishirō Honda (nie licząc Godzilla kontratakuje Motoyoshiego Ody), a za efekty specjalne nie odpowiadał Eiji Tsuburaya. Nowym reżyserem stał się Jun Fukuda, który dla Tōhō reżyserował filmy przygodowe i komediowe oraz popularną serię przeznaczoną dla młodzieży Wakadaishō. Fukuda jako kompozytora wybrał Masaru Satō, z którym wtedy blisko współpracował. Fukuda wspominał, że producent filmu Tomoyuki Tanaka nie był aktywny przy produkcji filmu z wyjątkiem kwestii budżetowych. Fukuda był niezadowolony z nakazu obcinania sekwencji ze względu na czas trwania filmu, porównując to do próby wlania dwóch kubków wody w jeden.
Planowano kręcić zdjęcia na Filipinach, jednak niski budżet zmusił produkcję do kręcenia zdjęć na Wyspach Izu.

### Casting
Główną rolę zagrał niezakontraktowany z Tōhō ok. 15-letni Tōru Watanabe, dla którego był to jedyny w życiu występ aktorski. W rolę jego brata wcielił aktor i kaskader Tōru Ibuki. Pierwotnie Ichino miał zagrać Toyozo Yamamoto, jednak wedle przypuszczeń zastępującego go Chōtarō Tōgina prawdopodobnie nie pasował do roli. Fukuda po rezygnacji Yamamoto zaproponował rolę Tōginowi. Do roli Yoshimury został wyznaczony Akira Takarada. W rolę Dayo, w zamierzeniu mającą 19 lat, początkowo wcieliła się będąca tym samym wieku Noriko Takahashi, jednak tuż po rozpoczęciu zdjęć musiała zostać hospitalizowana z powodu zapalenia wyrostka robaczkowego. Jej rolę zagrała 29-letnia wówczas Kumi Mizuno. Chōtarō Tōgin sugerował, że Takahashi została zastąpiona z powodu braku doświadczenia z racji bycia początkującą aktorką. Dla Mizuno był to ostatni film z Tōhō, po którym zrezygnowała grania w wytwórni. Akihiko Hirata wcielił się w kapitana Ryū, w związku z czym Fukuda dał mu opaskę na oko jako ukłon do jego roli doktora Serizawy z Godzilli (1954), gdzie nosił takową. Shobijin, dotychczas grane przez duet The Peanuts, zagrał inny duet wokalny – Pair Bambi, jako iż The Penatus zrezygnowały z występów filmowych i telewizyjnych chcąc skupić się na nagrywaniu piosenek.

### Efekty specjalne
Nowym specem od efektów specjalnych został asystent Eijiego Tsuburayi – Sadamasa Arikawa, jako iż ten pierwszy pracował przy produkcjach swojego studia Tsuburaya Productions. Z tego powodu Tōhō starało ograniczyć budżet, co spotkało się z obiekcjami Arikawy. Mimo że Tsuburaya nie był obecny przy produkcji filmów został zapisany w napisach początkowych jako nadzorujący efekty specjalne.
Wykorzystano kostium Godzilli z Inwazji potworów, jednak wymagał nowej głowy, ponieważ poprzednia został połączona z kostiumem Godzilli z Mothra kontra Godzilla na potrzeby 10. odcinka Ultramana. Twórcy filmu próbowali sprawić, by Ebirah był onieśmielający, podkreślając pewne cechy takie jak siła szczypców, niesamowity ruch ust podczas polowania na ludzi oraz ogólna groteskowość potwora-krewetki. Głowa Ebiraha została wymodelowana przez Teizō Toshimitsu, a jego tors przez Yasuei Yagiego. Kostium Ebiraha składał się z oddzielnych górnych i dolnych połówek, a grający go Hiroshi Sekita nosił tylko górną połowę do scen kaijū nad wodą. W przeciwnym razie obie połowy zostały połączone bez aktora w środku i manipulowane jak rekwizyt. Duży model szczypca Ebiraha został skonstruowany do scen przedstawiających atak potwora na jacht.
Jako że Ebirah – potwór z głębin początkowo miał być filmem z udziałem King Kongiem, Ōkondoru został pomyślany przez Shinichiego Sekizawę jako hołd dla Pteranodona z którym Kong walczył w oryginalnym filmie z 1933 roku. Kukiełka, która zagrała Ōkondoru, została wykorzystana wcześniej jako makieta Rodana z filmów Ghidorah – Trójgłowy potwór i Inwazja potworów oraz przez Tsuburaya Productions do stworzenia monstrualnych ptaków: Litry i Larugeusa w serialu Ultra Q.
Sceny podwodne nakręcono w studiu, gdzie aktorzy grający potwory były przez szkło akwarium wypełnionego wodą. Niektóre sceny z Godzillą zostały nagrane w basenie pod wodą. Grający potwora Haruo Nakajima specjalnie do tych scen pod kostiumem nosił strój kąpielowy.

### Postprodukcja
Tōhō zleciło, z przeznaczeniem na rynek międzynarodowy, angielską wersję językową Ebiraha – potwora z głębin. Dubbing wykonało studio Frontier Enterprises z Tokio, nadając mu tytuł Ebirah, Horror of the Deep.

## Odbiór

### Premiera
Premiera odbyła się 17 grudnia 1966 roku w podwójnym pokazie z Korega Seishun da!. Film w okrojonej wersji wznowiono w japońskich kinach 22 lipca 1972 roku w ramach bloku filmowego dla dzieci Toho Champion Festival.
Ebirah – potwór z głębin był też pierwszym filmem z Godzillą, któremu nie udało mu się dostać premiery kinowej w Stanach Zjednoczonych. Walter Reade Organization, które wcześniej jako Continental Distributing dystrybuowało w Stanach Zjednoczonych Ghidorę –Trójgłowego potwora wydało bezpośrednio film w amerykańskiej telewizji w 1968 roku pt. Godzilla versus the Sea Monster i zleciło dubbing w reżyserii Petera Fernandeza, pomimo istnienia anglojęzycznej wersji zleconej przez Tōhō na rynek międzynarodowy. Podobno film w wersji Walter Reade Organization otrzymał limitowane pokazy w amerykańskich kinach, jednak nie jest to potwierdzone.
Polska premiera odbyła się 24 lutego 1978 roku.

### Wyniki finansowy
Podczas japońskiej premiery w 1966 roku sprzedano 3,45 mln biletów. Stał się niewiele mniej dochodowy od poprzedniej Inwazji potworów i na tym etapie był najmniej dochodowym filmem z serii. Przy wznowieniu w 1972 roku sprzedano dodatkowe 760 tys. biletów. Całościowo zarobił 330 mln jenów.

### Krytyka
Film otrzymał mieszane recenzje ze wskazaniem na pozytywne. Steve Ryfle w książce Japan’s Favorite Mon-star: The Unauthorized Biography of „The Big G” uważał film za niedoceniany, pomimo mankamentów i cenił powiew świeżości. Podobne zdanie wyraził David Kalat w książce A Critical History and Filmography of Toho’s Godzilla Series, zwracając też uwagę na duże inspiracje serią filmową o Jamesie Bondzie. Steve Biodrowski z „Cinefantastique” określił film jako jeden najgłupszych, ale jednocześnie rozrywkowych filmów z serii. Tina Hassannia z portalu Not Coming to a Theater Near You uznała film za zmianę tonu serii w stronę campu inspirowanego zachodnią popkulturą. Anthony Gramuglia ze portalu Screen Rant powiedział, że film nie jest zły, jednak jest rozczarowujący. Bob Chipman z „Escapist Magazine” napisał, że w film jest uważany za jeden najniższych punktów serii, jednak osobiście czerpał z niego zabawę. Jerzy Górzański na łamach „Filmu” określił jako film służący głównie do rozluźnienia i mający tego świadomość. Ebirah – potwór z głębin był drugim obok Godzilla kontra Megalon wyświetlanym filmem w serii w ramach programu telewizyjnego Mystery Science Theater 3000, wyśmiewającego słabe produkcje filmowe.
Jun Fukuda źle wspominał pracę nad filmem i wkrótce po skończeniu kontynuował pracę nad scenariuszem do filmu dla NHK. Nigdy nie obejrzał filmu, nawet gdy Tōhō przesłało mu wydanie filmu na kasecie VHS. Czując, że to będzie rozdrapywanie starych ran dał kasetę w prezencie swej córce. Nie ukrywał, że nie przepada za filmami z Godzillą, które nakręcił i był zdania, że nie powinno być żadnych kontynuacji po Godzilli.
Odbiór Ebiraha był generalnie negatywny i jest uznawany za jednego z najgorszych oponentów Godzilli.

## Odniesienia w kulturze popularnej
- Jeden z potworów z 3-częściowego OVA Aura Battler Dunbine: The Tale of Neo Byston Well z 1988 roku ma głos Ebiraha[40]
- Końcowy przeciwnik w Ika resurā jest parodią Ebiraha[41].
- Custos z gry komputerowej Super Robot Wars Alpha ma głos Ōkondoru[42].